# Ebon Moss-Bachrach

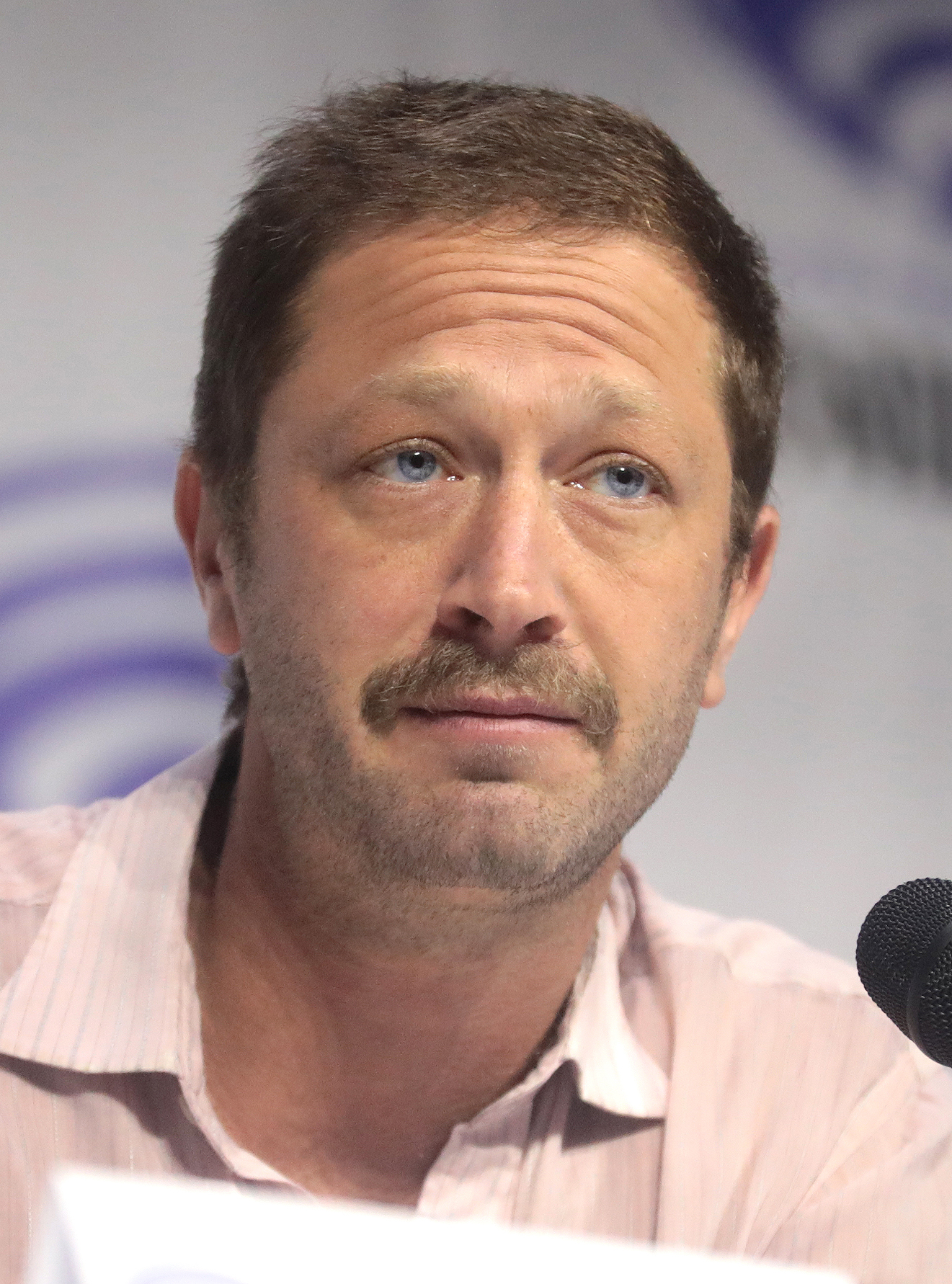
Ebon Moss-Bachrach (2019)

Ebon Moss-Bachrach (* 19. März 1977 in Amherst, Massachusetts) ist ein US-amerikanischer Bühnen- und Filmschauspieler.

## Leben
Ebon Moss-Bachrach wurde 1977 in Amherst, im US-Bundesstaat Massachusetts geboren und wuchs dort als Sohn von Renee Moss und Eric Bachrach auf, der eine Musikschule in Springfield betreibt. Er besuchte die Amherst Regional High School, studierte bis 1999 an der Columbia University Englische Literatur und besuchte daraufhin die Schauspielschule William Esper Studio.
Zunächst arbeitete er in der Theaterszene. 1999 hatte Moss-Bachrach seinen ersten Auftritt in dem Fernsehfilm Murder in a Small Town mit Gene Wilder in der Hauptrolle. 2005 erhielt er für seine Rolle in dem Film Road auf dem LA Film Festival die Auszeichnung für das beste Schauspiel. In der Miniserie John Adams – Freiheit für Amerika war er 2008 in drei Folgen erstmals in einer wiederkehrenden Rolle zu sehen. Von 2014 bis 2015 hatte Moss-Bachrach eine größere Nebenrolle in der Fernsehserie The Last Ship, zudem hatte er von 2014 bis 2017 in der Fernsehserie Girls einen größeren Handlungsbogen als Desi Harperin, zunächst als wiederkehrende Rolle, ab der vierten Staffel erstmals als Teil der Hauptbesetzung. Auch in Marvel’s The Punisher war er in der ersten Staffel als Hacker Micro Hauptdarsteller. In der AMC-Kabelserie NOS4A2 spielte er von 2019 bis 2020 eine Hauptrolle als Chris McQueen, den Vater der Protagonistin. Seit 2022 hat Moss-Bachrach in der Fernsehserie The Bear: King of the Kitchen eine Hauptrolle als Richie inne. Für diese Rolle erhielt er bei der Primetime-Emmy-Verleihung 2023 und bei den Critics’ Choice Television Awards 2024 die Auszeichnung als bester Nebendarsteller einer Comedy-Serie und wurde für weitere Preise nominiert, unter anderem für einen Golden Globe Award.
Moss-Bachrach wohnt mit seiner Frau, der Fotografin Yelena Yemchuk und zwei Töchtern in New York.

## Filmografie (Auswahl)
- 1999: Murder in a Small Town (Fernsehfilm)
- 2001: Criminal Intent – Verbrechen im Visier (Law & Order: Criminal Intent, Fernsehserie, eine Folge)
- 2001: Die Royal Tenenbaums (The Royal Tenenbaums)
- 2003: Mona Lisas Lächeln (Mona Lisa Smile)
- 2005: Stealth – Unter dem Radar (Stealth)
- 2005: Law & Order: Trial by Jury (Fernsehserie, eine Folge)
- 2005: Road
- 2006: Live Free or Die
- 2006: Das Haus am See (The Lake House)
- 2006: Blind Wedding – Hilfe, sie hat ja gesagt (Wedding Daze)
- 2007: Upper East Side Love (Suburban Girl)
- 2007: Spuren eines Lebens (Evening)
- 2008: John Adams – Freiheit für Amerika (John Adams, Miniserie, 3 Folgen)
- 2008: Fringe – Grenzfälle des FBI (Fernsehserie, eine Folge)
- 2009: Breaking Upwards
- 2010: Damages – Im Netz der Macht (Damages, Fernsehserie, 8 Folgen)
- 2010: Rubicon (Fernsehserie, 3 Folgen)
- 2011: Higher Ground – Der Ruf nach Gott (Higher Ground)
- 2012: Lola gegen den Rest der Welt (Lola Versus)
- 2013, 2016: Person of Interest (Fernsehserie, 2 Folgen)
- 2014: We’ll Never Have Paris
- 2014: Believe (Fernsehserie, Folge 1x05)
- 2014: The Grey Matter (Kurzfilm)
- 2014–2015: The Last Ship (Fernsehserie, 10 Folgen)
- 2014–2017: Girls (Fernsehserie, 25 Folgen)
- 2017: Marvel’s The Punisher (The Punisher, Fernsehserie, 12 Folgen)
- 2019: Good Posture
- 2019: Blow the Man Down
- 2019: Lying and Stealing
- 2019–2020: NOS4A2 (Fernsehserie, 13 Folgen)
- 2020: Tesla
- 2020: Interrogation (Fernsehserie, 6 Folgen)
- 2022: The Dropout (Miniserie, 3 Folgen)
- 2022: Andor (Fernsehserie, 3 Folgen)
- seit 2022: The Bear: King of the Kitchen (Fernsehserie)
- 2023: No Hard Feelings
- 2025: Rick and Morty (Fernsehserie, Episode 8x04, Stimme)
- 2025: The Fantastic Four: First Steps

## Auszeichnungen
Los Angeles Film Festival
- 2005: Jury Prize in der Kategorie Outstanding Performance für seine Rolle in Road

Online Film & Television Association
- 2005: nominiert für den OFTA Television Award in der Kategorie Best Guest Actor in a Drama Series für seine Rolle in Law & Order: Trial by Jury
- 2023: nominiert für den OFTA Television Award in der Kategorie Best Supporting Actor in a Comedy Series für seine Rolle in The Bear: King of the Kitchen

Critics’ Choice Television Award
- 2024: ausgezeichnet für den Critics Choice Award in der Kategorie Best Supporting Actor in a Comedy Series für seine Rolle in The Bear: King of the Kitchen

Primetime Emmy Awards
- 2023: ausgezeichnet für den Primetime Emmy Award in der Kategorie Outstanding Supporting Actor in a Comedy Series für seine Rolle in The Bear: King of the Kitchen

Golden Globe Awards
- 2024: nominiert für den Golden Globe Award in der Kategorie Best Performance by a Male Actor in a Supporting Role on Television für seine Rolle in The Bear: King of the Kitchen

Independent Spirit Awards
- 2023: nominiert für den Independent Spirit Award in der Kategorie Best Supporting Performance in a New Scripted Series für seine Rolle in The Bear: King of the Kitchen

Screen Actors Guild Awards
- 2023: nominiert für den Screen Actors Guild Award in der Kategorie Outstanding Performance by an Ensemble in a Comedy Series für seine Rolle in The Bear: King of the Kitchen

International Online Cinema Awards (INOCA)
- 2023: nominiert für den INOCA TV Award in der Kategorie Best Ensemble in a Drama Series als Teil der Besetzung in The Bear: King of the Kitchen

Gold Derby Awards
- 2023: nominiert für den Gold Derby TV Award in der Kategorie Comedy Supporting Actor für seine Rolle in The Bear: King of the Kitchen

Astra Television Awards
- 2024: nominiert für den Astra Award in der Kategorie Best Supporting Actor in a Streaming Comedy Series für seine Rolle in The Bear: King of the Kitchen